# 이나바 마나카
이나바 마나카(稲場愛香, 1997년 12월 27일~)는 일본의 가수이다. 여성 아이돌 그룹 전 Juice=Juice의 서브리더를 맡았으며, 연예사무소 J.P ROOM(업프런트 그룹) 소속이다.

## 개요
- 4세부터 노래와 춤을 배우기 시작했다.
- 철이 들었을 때에는 연예계를 목표로 하고 있었고 실제로 그꿈을 이루었다.

## 악력
2010년
- 8월 ~ 12월, 모닝구무스메 9기 멤버의 오디션에 참가했지만, 3차 심사에서 낙선.
- 12월 31일, EXILE의 백댄서로서 제61회 NHK 홍백가합전에 출연.

2011년
- 4월, 홋카이도 아이돌 프로젝트에서 탄생한 아이돌 그룹 PEACEFUL에 가입.

2012년
- 7월 31일, PEACEFUL 해산.

2013년
- 5월 5일, 나카노 선플라자에서 행해진「하로프로 연수생 2013 ~봄의 공개 실력 진단 테스트」에서 신멤버로서 다나카 카렌, 미카베 카나, 후지이 리오, 마시로 카나, 이노우에 레이와 함께 하로프로연수생에 가입하는 것이 발표되었다.

2014년
- 3월 15일 ~ 5월 31일,「모닝구무스메。'14 콘서트 투어 봄 ~에볼루션~」에 챌린저 액트로서 참가.
- 11월 5일, 컨트리무스메。를 개명해, 컨트리걸즈의 신멤버에 가입[1].

2016년
- 4월 28일, 활동 휴지를 발표[2].
- 8월 4일, 활동 휴지로 인해 컨트리걸즈를 졸업[3].

2017년
- 9월 8일, 약 1년 반 만의 활동 재개가 발표되었다[4]. 삿포로를 거점으로 하로프로연수생 홋카이도의 리더 역할을 담당하며 개인에서도 현지에서 일을 중심으로 활동할 것.
- 9월 18일,「하로프로 연수생 홋카이도 정기 공연 Vol.4」에 복귀 무대.
- 9월 9일, 블로그 개설[5].

2018년
- 6월 13일, Juice=Juice의 신멤버로 가입.

2021년
- 11월 24일, 요코하마 아레나에서 행해진「Juice=Juice Concert 2021 ~FAMILIA~」에서 단바라 루루와 함께 3대 서브리더에 취임하는 것이 발표.

2022년
- 3월 18일, 5월 30일에 일본 무도관에서 행해진「Hello! Project 2022 Spring CITY CIRCUIT Juice=Juice CONCERT TOUR ~terzo~」을 기해 Juice=Juice와 헬로! 프로젝트를 졸업을 발표하였다[6].
- 5월 30일, 일본 무도관에서 행해진「Hello! Project 2022 Spring CITY CIRCUIT Juice=Juice CONCERT TOUR ~terzo~ 이나바 마나카 졸업 스페셜」을 기해 Juice=Juice와 헬로! 프로젝트를 졸업.
- 10월 18일, M-line club의 가입이 발표되었다[7].

## 작품

### 싱글
1. 圧倒的LØVE／Pink Temperature (2024년 4월 17일)
2. 星屑のエスケープ／終わらないインソムニア (2025년 2월 19일)

### 착신 싱글
- もしも… (2022년 5월 31일)

### 콜라보레이션
- ハンコウキ!／Ice day Party (2018년 7월 11일) - 하로프로 연수생 홋카이도 feat. 이나바 마나카 명의
- C＼C(シンデレラ＼コンプレックス)'24 / SIOOM (from M-line Music) (멤버:사토 마사키, 미야모토 카린, 이나바 마나카, 오가타 리사, 오제키 마이) (2024년 3월 1일)

### Blu-ray
- Greeting ~이나바 마나카~ (2016년 2월 20일) - e-LineUP! 한정 판매

## 출연

### 텔레비전
- 제61회 NHK 홍백가합전 (2010년 12월 31일, NHK)

### 라디오
- IMAREAL「Juice=Juice 이나바 마나카의 마나리아루」[8](2017년 10월 10일 ~ 2019년 3월 26일, FM 홋카이도) - 화요일 고정
- D-tunes (2018년 ~ , STV 라디오) - 격주 퍼스널리티 고정
- IMAREAL「Juice=Juice 이나바 마나카의 manakan Palette Box」(2019년 4월 4일 ~ , FM 홋카이도) - 목요일 고정

### 콘서트 · 라이브
- 모닝구무스메。'14 콘서트 투어 봄 ~에볼루션~ (2014년 3월 15일 ~ 5월 31일)
- M-line Special 2022 ~My Wish~ (2022년 12월 24일, 메구로 퍼시몬 홀, 2회 공연) - 게스트로서 출연.
- M-line Special 2023 ~Magical Wish~ (2023년 3월 25일, 삿포로 쿄사이 홀, 2회 공연 · 7월 6일, 메구로 퍼시몬 홀, 1회 공연 · 26일, 오오타 구민 홀 어플리코 대홀, 1회 공연 · 8월 6일, 덴키 빌 미라이 홀, 2회 공연 · 31일, 타워홀 후나보리 대홀, 1회 공연(이상 게스트로서) · 10월 8일, 나고야 CLUB QUATTRO, 2회 공연 · 9일, 교토 FANJ, 2회 공연 · 27일, 메구로 퍼시몬 홀, 1회 공연 · 11월 3일, 히로시마 CLUB QUATTRO, 2회 공연 · 4일, 오카야마 CRAZYMAMA KINGDOM, 2회 공연 · 12일, EVANS CASTLE HALL, 2회 공연 · 23일, 고리야마 Hip Shot Japan, 2회 공연 · 12월 3일, 삿포로 PENNY LANE 24, 2회 공연 · 9일, 기후 club-G, 2회 공연 · 10일, SOUND SHOWER ark, 2회 공연)
- LIVE 2023 - Mi RooM - (2023년 6월 14일 · 15일, COTTON CLUB, 4회 공연)
- M-line Special 2024 ~Many well wishes~ (2024년 2월 4일, 요코하마 Bay Hall, 2회 공연 · 17일, 신주쿠 ReNY, 2회 공연 · 18일, 카시와 PALOOZA, 2회 공연 · 23일, 모리오카 CLUB CHANGE WAVE, 2회 공연 · 24일, 고리야마 Hip Shot Japan, 2회 공연 · 3월 16일, 후쿠오카 DRUM LOGOS, 2회 공연 · 17일, 쿠마모토 B.9V1, 2회 공연 · 24일, 메구로 퍼시몬 홀, 2회 공연 · 5월  18일, 기후 club-G, 2회 공연 · 6월 29일, 사가 U-STONE, 2회 공연 · 30일, EVANS CATSLE HALL, 2회 공연 · 7월 27일, 오카야마 CRAZYMAMA HALL, 2회 공연 · 28일, 히로시마 LIVE VANQUISH, 2회 공연 · 8월 12일, Yogibo META VALLEY, 2회 공연 · 17일, 메구로 퍼시몬 홀, 2회 공연)
- M-line Special 2024 Autumn ~brand new~ (2024년 11월 2일, 히로시마 LIVE VANQUISH, 2회 공연 · 4일, Takara Osaka, 2회 공연 · 9일, 센다이 darwin, 2회 공연 · 12월 21일, 후쿠오카 DRUM LOGOS, 2회 공연 · 22일, 사가 GEILS, 2회 공연)
- M-line Special 2024 Autumn ~brand new "more"~ (2024년 12월 7일, 메구로 퍼시몬 홀, 2회 공연)
- M-line Special 2025 Spring ~move it on~ (2025년 5월 11일, 사쿠라자카 센트럴, 2회 공연 · 17일, Takara Osaka, 2회 공연 · 25일, 요코하마 Bay Hall, 2회 공연 · 6월 1일, 후쿠오카 DRUM Be-1, 2회 공연) - 게스트로서 출연.
- M-line Special 2025 Autumn ~Make Some Noise!~ (2025년 9월 14일, 요코하마 Bay Hall, 2회 공연 · 15일, Takara Osaka, 2회 공연 · 21일, 삿포로 PENNY LANE 24, 2회 공연 ·27일, 센다이 darwin, 2회 공연 ·28일, 아오모리 Quarter, 2회 공연 · 10월 4일, NIIGATA LOTS, 2회 공연 · 12일, 신주쿠 ReNY, 2회 공연 · 19일, 다카마츠 MONSTER, 2회 공연 · 26일, EVANS CASTLE HALL, 2회 공연 · 11월 3일, SOUND SHOWER ark, 2회 공연 · 8일, 후쿠오카 BEAT STATION, 2회 공연 · 9일, 신주쿠 ReNY, 2회 공연 · 15일, 고베 Harbor Studio, 2회 공연)

## 서적

### 사진집
- 미니 사진집「Greeting-Photobook-」(2016년 7월 16일, 오딧세이 출판)
- 1st 솔로 사진집「愛香」(2018년 11월 17일, 오딧세이 출판)
- 2nd 솔로 사진집「ラヴリネス...」(2020년 12월 27일, 오딧세이 출판) ISBN 978-4-908643-56-9
- 3rd 솔로 사진집「愛land」(2022년 2월 14일, 오딧세이 출판) ISBN 978-4-8470-8411-9
- 4th 솔로 사진집「Love perfume」(2023년 7월 7일, 오딧세이 출판) ISBN 978-4-908643-91-0

## 참가 유닛
- 컨트리걸즈 (2014년 ~ 2016년)
- Juice=Juice (2018년 ~ 2022년)
- SIOOM (from M-line Music) (2024년)